# Poro germinativo

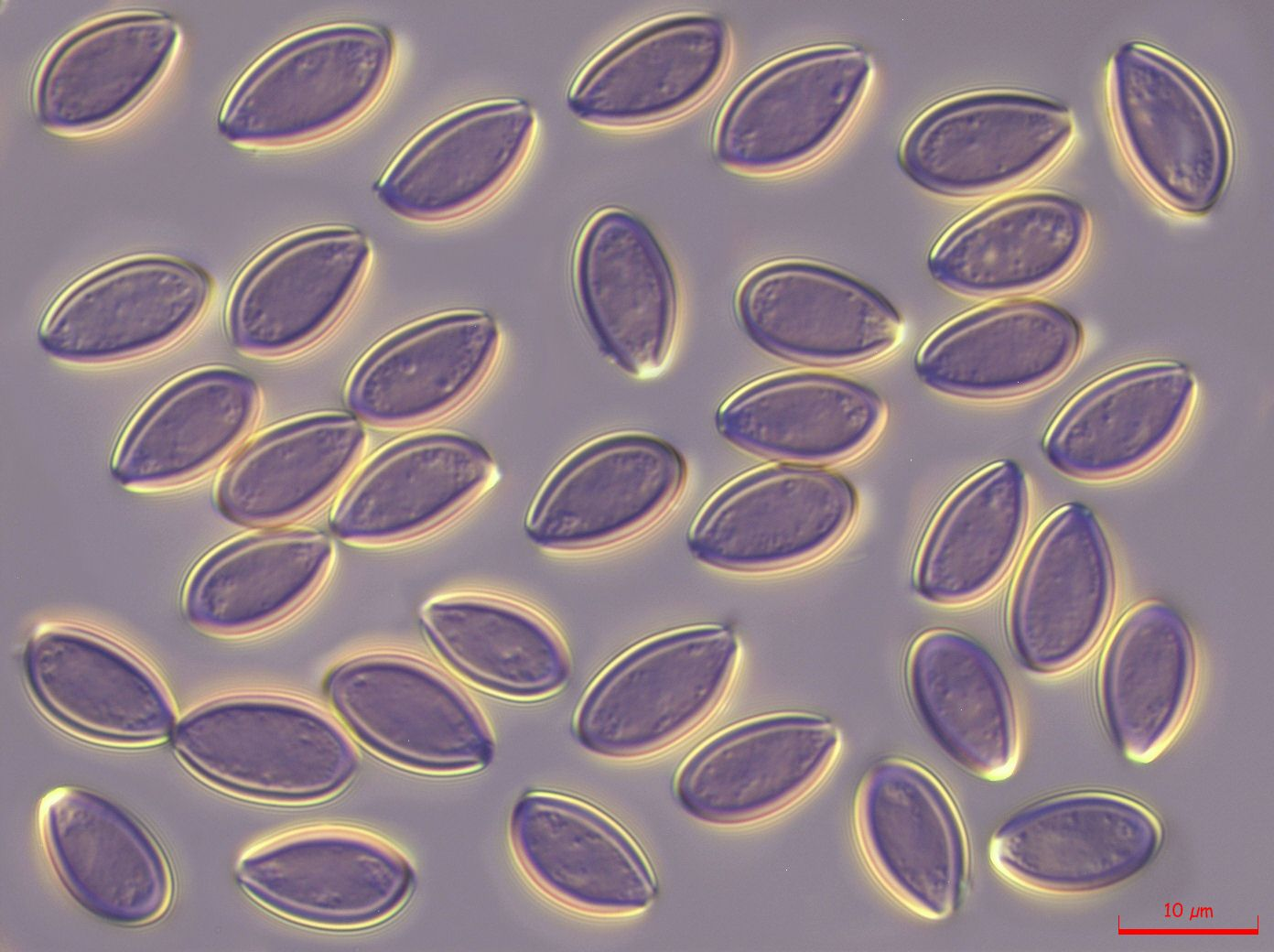
Micrografía DIC de 1000x de esporas de Psilocybe.

Un poro germinativo, en los hongos, es un pequeño poro en la pared externa de una espora a través del cual el tubo germinativo sale tras la germinación. Puede ser apical o excéntrico en su localización y, al microscopio óptico, presenta un color más suave en las paredes celulares.
El término «poro germinativo apical» se aplica a las esporas que presentan un poro en uno de sus extremos. Algunas esporas tienen un agujero en las paredes celulares, del cual el primer tallo de germinación del micelio emerge. Si la pared celular está dividida de un extremo al otro, esto se denomina «hendidura germinativa». Entre los géneros que presentan un poro germinativo apical se cuentan Agrocybe, Panaeolus, Psilocybe y Pholiota.